# Pacific Friend
“Pacific Friend” este o revistă lunară, editată în limba engleză, înființată în anul 1973, care prezintă în mod vivace Japonia contemporană dintr-o mare varietate de unghiuri, într-un format grafic de o excepțională calitate. Scopul ei este de a surprinde esența viații și a societății japoneze de azi și de a o dezvălui occidentalilor.